# Vaneigens
Vaneigens was een populair segment van de Vlaamse versie van het televisieprogramma Man bijt hond. Van 1997 tot 1998 sloot het dagelijks elke uitzending af. Elke aflevering was een sketch die rond een gezin draaide of de afzonderlijke leden hiervan. Bij de Nederlandse versie van het Man bijt hond heet de afsluiter Ons kent ons. Sinds 17 december 2012 is de rubriek terug te zien in de wekelijkse Man bijt hond op VIER.

## Concept
"Vaneigens" is een Vlaamse dialectuitdrukking die zoveel betekent als: "dat spreekt voor zich". De rubriek bestond elke aflevering uit één korte sketch die naar één bepaalde pointe toewerkte. Als de grap verteld was verduisterde het scherm langzaamaan via een fade-out. Het decor was erg minimaal: slechts een bureau waarachter de personages in de camera keken. Zeer opmerkelijk aan "Vaneigens" was dat alle acteurs altijd rechtstreeks naar de camera blijven kijken, zelfs als ze tegen elkaar praatten. Dit was een idee van Mark Uytterhoeven, die aanvankelijk mee de sketches schreef, maar toen het segment eenmaal succes genoeg had dit aan anderen overliet. De regie was in handen van Jan Eelen.
Alle sketches draaiden rond een typisch gezin met een "Pappie" (Frank Focketyn) en een "Mammie" (Tania Van der Sanden) en hun zoontje en dochter. Af en toe werden er ook andere familieleden (Dimitri Leue, Adriaan Van den Hoof,...) bijgehaald of focuste de sketch zich slechts op een paar leden van het gezin. Vanwege de herkenbare familiale sfeer en eenvoudige grapjes werd Vaneigens meteen erg populair bij de kijkers.

## Running gags
- Van den Hoof en Leue belden ergens aan voor een inzameling, maar bleken vooral geïnteresseerd te zijn in "seksboekskes".
- Van den Hoof maakte vaak reclame voor een café genaamd "De Galaxie" in Tienen, waar hij aan de toog steeds een tango, een mix van bier en grenadine, bestelde. De naam van het café werd ontleend aan het dj-collectief Discobar Galaxie, waar Van den Hoof deel van uitmaakt.
- Mammie (Tania Van der Sanden) had ook een tijdje een fanclub rond Ivan De Vadder, presentator van het politieke debatprogramma De zevende dag. De naam van die club was: "De Vadder Ifanclub".

## Einde op één
In 2000 werd een punt achter de rubriek gezet omdat de inspiratie op was. Man bijt hond probeerde daarna andere dagelijkse afsluit-rubrieken te lanceren zoals Zonder Handen, De Kortste Quiz, Vrienden van de Poëzie, De Lustige Lezers en Dokters & Dochters. Geen van deze afsluiters kende echter hetzelfde succes als Vaneigens.

## Herlancering op VIER
Sinds 17 december 2012 is de rubriek terug te zien in de wekelijkse Man bijt hond op VIER. De hoofdacteurs van weleer hernemen hierin de rollen die ze voorheen speelden.

## Cast Vlaanderen
Deze lijst is niet compleet.
- Pappie - Frank Focketyn
- Mammie - Tania Van der Sanden
- Oudste zoon - Adriaan Van den Hoof
- Een na oudste zoon - Dimitri Leue
- Een na jongste zoon - Sus Slaets
- Jongste zoon - Senne Dehandschutter
- "Het vriendje" - Arne Focketyn
- "Het lief van" - Cathérine Kools
- Dochter - Michelle De Meulder
- Computercursist - Jaak Van Assche
- "De confetti" in café De Galaxy - Bruno Vanden Broecke
- Moeder - Dora van der Groen